# Urban Search and Rescue

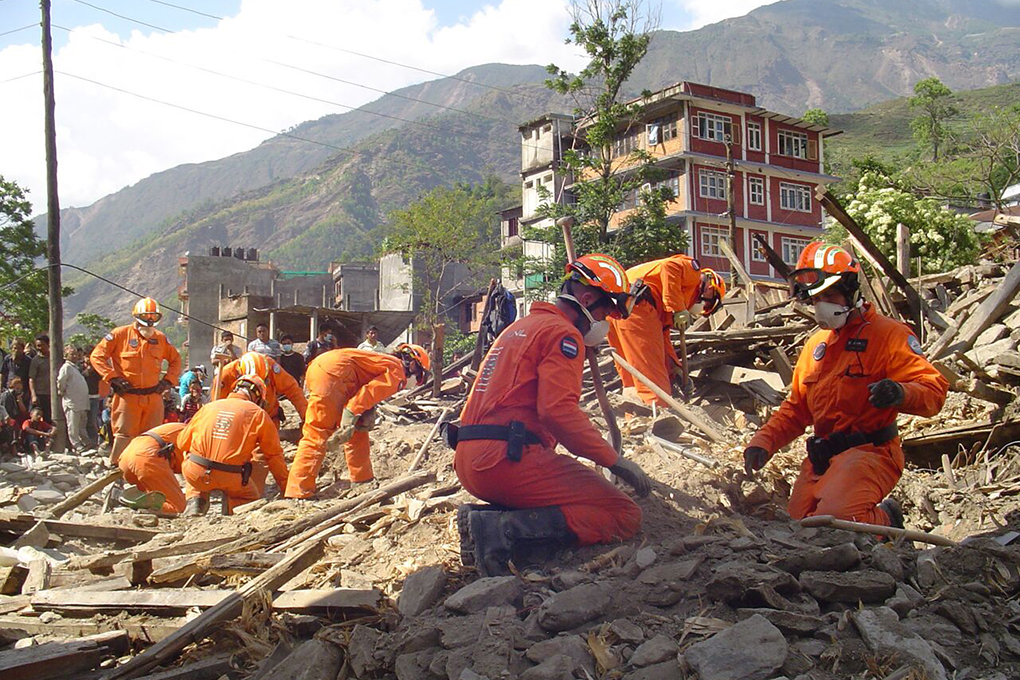
USAR zoekt naar slachtoffers na de aardbevingen in Nepal in 2015

Urban Search and Rescue Nederland of USAR.NL is een Nederlandse organisatie, bestaande uit vier reddinggroepen, een staf- en ondersteuningsgroep en een commandogroep. Het team is multidisciplinair samengesteld. Het bestaat uit zoek- en redpersoneel, verpleegkundigen, speurhondengeleiders, ondersteunend personeel en leiding, bij elkaar ongeveer 65 personen. De belangrijkste beroepsgroepen zijn brandweer, politie, geneeskundige hulpverlening bij ongevallen en rampen en defensie.
USAR valt onder de verantwoordelijkheid van het ministerie van Binnenlandse Zaken en Koninkrijksrelaties, dat ook de binnenlandse kosten voor zijn rekening neemt. De kosten voor inzet in het buitenland wordt bekostigd door het ministerie van Buitenlandse Zaken.
Het personeel bestaat uit personeel van de volgende overheidsdiensten:
- Veiligheidsregio Rotterdam-Rijnmond
- Veiligheidsregio Haaglanden
- Veiligheidsregio Hollands Midden
  - Regionale Ambulance Voorziening Hollands Midden
- Veiligheidsregio Zuid-Holland Zuid
  - Regionale Brandweer Zuid-Holland Zuid
  - Regionale Ambulance Voorziening Zuid-Holland Zuid

- Defensie
- Landelijke eenheid van de Nationale politie
- Chirurgen van het Haaglanden Medisch Centrum, Topklinisch ziekenhuis en Traumacentrum in Den Haag
- Nederlands Instituut Publieke Veiligheid

De leiding van het team is in handen van Arjen Littooy, directeur veiligheidsregio Rotterdam.
Januari 2025 behaalde USAR.NL voor de vierde maal de classificatie Heavy USAR team.

## Inzet
- In Pakistan na de aardbeving van 8 oktober 2005.[1]
- Op 14 januari 2010 werd USAR ingezet voor hulp aan het getroffen Haïti na de aardbeving op 12 januari 2010.[2]
- Inzet na een explosie, gevolgd door brand in de Moddermanstraat in Rotterdam-Schiebroek.[3]
- Op 26 april 2015 werd bekend dat USAR zou worden ingezet voor hulp na de zware aardbeving in Nepal op 25 april 2015.[4]
- Eerder die maand werd een team ingezet na een explosie in een flat in Heerlen.[5]
- Op 3 augustus 2015 is USAR uitgerukt naar Alphen aan den Rijn wegens het ongeval met de Koningin Julianabrug.
- Op 11 september 2017 is een volledig team naar Sint Maarten afgereisd om hulp te bieden na de orkaan Irma.[6]
- In januari 2019, inzet USAR-hondengeleiders na een gasexplosie Den Haag.
- Op 5 augustus 2020 werd USAR.NL ingezet in Beiroet, Libanon, naar aanleiding van de ramp door ontploffing van in de haven opgeslagen ammoniumnitraat.
- In februari 2023 kwam het team in actie in Turkije na de aardbeving in Turkije en Syrië op 6 februari.
- Op zondag 26 mei 2024 kwam het team in actie na een instorting van de garage naast het St. Antonius Ziekenhuis in Nieuwegein
- Op zaterdag 7 december 2024 werd de USAR.NL ingezet bij een instorting van een appartementencomplex, veroorzaakt door een zware explosie in Den Haag.